# Мирко Филиповић (народни херој)
Мирко Филиповић (Дубраве, код Брчког, 4. мај 1912 — Дреновци, код Жупање, август 1944) био је учесник Народноослободилачке борбе и народни херој Југославије.

## Биографија
Рођен је 4. маја 1912. године у селу Дубраве код Брчког. Основну школу је завршио у родном месту, а гимназију је завршио у Бијељини, 1931. године. Потом се уписао на Правни факултет Свеучилишта у Загребу.
Као ученик Бијељинске гимназије, укључио се у омладински револуционарни покрет, који је у Бијељини деловао преко Завичајног студентског друштва. Као веома активан омладинац, 1933. године је био примљен у чланство тада илегалне Комунистичке партије Југославије (КПЈ). Након једне акције штампања и растурања илегалних партијских летака, током 1933. године, полиција је ухапсила читаву групу студената, међу којима је био и Мирко. Током полицијске истраге, био је тучен и малтретиран, а потом осуђен на шеснаест месеци затвора.
Након изласка из затвора, заједно са друговима је развио још јачу револуционарну активност. Поред студената и ђака, све активније су политички радили на укључивању грађана и сељака у револуционарни покрет. Тада је био изабран у руководство Месног комитета КПЈ за Бијељину. Због своје активности, до 1941. године, био је више пута хапшен и прогањан од полиције.
Био је учесник краткотрајног Априлског рата, а након капитулације Југословенске војске вратио се у родно место. Као од раније познатог комунисту, усташе су га ухапсиле у Бијељини, али је успео да побегне из затвора. Потом се повезао са партијском организацијом и у лето 1941. године ступио у партизане. У Бијељинској партизанској чети је био постављен за политичког комесара. Са овом четом је деловао на подручју Мачве, све до октобра 1941. године, када су се поново пребацили у Босну.
Када је новембра 1941. године формиран партизански батаљон, Мирко је био постављен за његовог команданта. Овај батаљон је убрзо потом ступио у састав Мајевичког партизанског одреда. Када су јануара 1942. године, четници извршили напад на Штаб Мајевичког одреда у селу Вукосавцима и убили команданта и политичког комесара Одреда — Ивана Марковића и Фадила Јахића, Мирко је био постављен за заменика команданта Одреда.
Почетком августа 1942. године овај Одред је ступио у састав тада Шесте источнобосанске ударне бригаде, а Мирко је тада био постављен за политичког комесара Другог батаљона. Упоредо са учешћем у борбама, активно је политички радио са борцима и народом. Марта 1943. године био је постављен за политичког комесара тада формиране Мајевичке ударне бригаде. У јесен 1943. године, након ослобођења Тузле, био је постављен за политичког комесара Осамнаесте хрватске источнобосанске бригаде. На овој дужности није дуго остао, јер је ускоро био тешко рањен.
Након оздрављења, Мирко није враћен у бригаду, већ је био упућен на политички рад у Обласни комитет КПЈ за Семберију. Маја 1944. године, с групом партијских радника, упао је у четничку заседу у селу Прибоју, код Лопара. Потом су га четници предали Немцима у Брчко. Овде је у затвору био страховито мучен. Августа 1944. године, с групом затвореника, био је одведен у село Дреновци, где је био стрељан.
Указом Председништва Антифашистичког већа народног ослобођења Југославије (АВНОЈ) 26. јула 1945. постхумно је одликован Орденом заслуга за народ првог реда. Указом Президијума Народне скупштине ФНР Југославије 26. јула 1949. проглашен је за народног хероја Југославије.